# Natürliche Sprache
Als natürliche Sprache bezeichnet man in der Sprachwissenschaft eine von Menschen gesprochene Sprache oder eine Gebärdensprache, die aus einer ungesteuerten historischen Entwicklung entstanden ist. Eine solche ungesteuerte Entwicklung beruht in der Regel darauf, dass die Sprache im Rahmen des normalen und spontanen frühkindlichen Mutterspracherwerbs weitergegeben wird.
Davon unterschieden werden Plansprachen, bei denen die grammatischen Eigenschaften und der Wortschatz bewusst festgesetzt und beibehalten werden und die ausschließlich durch bewusste Beschäftigung mit diesen Anleitungen erworben werden. Übergänge zwischen natürlichen und Plansprachen sind ebenfalls denkbar, dies wird im Fall des Esperanto diskutiert.
In einer anderen Blickrichtung stehen natürliche Sprachen im Gegensatz zu formalen Sprachen, z. B. Programmiersprachen oder Logikformalismen. Diese dienen nicht als allgemeine Kommunikationsmittel und zeigen auch nicht die Einbettung in parasprachliches Verhalten, das den Gebrauch natürlicher Sprachen zusätzlich kennzeichnet – also Gestik, Mimik und Tonfall zur Modulation der Kommunikation. Formale Sprachen versuchen vor allem, für einen definierten Zweck strukturelle und lexikalische Unschärfen und Uneindeutigkeiten natürlicher Sprachen zu vermeiden.

## Rolle des Begriffs in der Allgemeinen Sprachwissenschaft
Wenn Sprache sich ungesteuert entwickelt, dann sind die Eigenschaften ihres grammatischen Baus und Vokabulars durch verschiedene natürliche Rahmenbedingungen geprägt – etwa die Anforderungen, die in Kommunikationssituationen herrschen, oder die speziellen Bedingungen, die im frühkindlichen Mutterspracherwerb herrschen. Letztlich wirkt sich auch die körperliche und mentale Konstitution des Menschen und die genetische Ausstattung aus. Die Zusammenhänge zwischen solchen Rahmenbedingungen und der Entwicklung sprachlicher Formen zu erforschen, sowie möglicherweise hieraus erklärbare Sprachuniversalien, ist ein Gegenstand der Allgemeinen Sprachwissenschaft.
Die scharfe Abgrenzung gegen Plansprachen, die in der sprachwissenschaftlichen Forschung teilweise geschieht, erklärt sich daraus, dass Plansprachen, eben aufgrund ihrer willkürlichen Schaffung, über die genannten Zusammenhänge keine Aufschlüsse geben. Sie können auch bekannten Entwicklungstendenzen und Sprachuniversalien zuwiderlaufen.

## Übergangs- und Zweifelsfälle
Natürliche Sprachen können in begrenzter Weise von Prozessen der Festschreibung und Planung beeinflusst werden, ohne ihren Status als natürliche Sprache zu verlieren. Auf der anderen Seite können geplante Sprachen Eigenschaften entwickeln, mit denen sie in die Kategorie der natürlichen Sprachen hinüberreichen.

### Sprachplanung
Natürliche Sprachen werden manchmal zum Gegenstand von Sprachplanung, jedoch erfolgen sprachplanerische Eingriffe in der Regel für begrenzte Zeit auf der Basis bestehender natürlicher Entwicklungen. Sie betreffen dann nur wenige, oft eher äußerliche und soziale Aspekte einer Sprache (z. B. eher die Bevorzugung von Varietäten als ihre Entstehung) und greifen kaum in die Grundlagen des grammatischen Systems ein. Ein typisches Beispiel ist die Schaffung einer Standardvarietät (etwa für flächendeckenden Schulunterricht) für eine Sprache, die sonst nur in Dialekte zersplittert vorlag (z. B. im Fall des Rumantsch Grischun).

### Tote Sprachen
Einen Grenzfall bilden ferner „tote Sprachen“, also Sprachen, die in einer historisch erstarrten Form weiter tradiert werden, aber nicht mehr durch Kinder in einem ungesteuerten Prozess als Muttersprache erworben werden. Beispiele dafür sind Latein oder Sanskrit. Aufgrund der ursprünglich natürlichen Entstehung fallen auch sie noch unter natürliche Sprache.

### Plansprachen
Der einzige Fall einer Plansprache, die eine größere Sprechergemeinschaft über mehrere Generationen hinweg hervorgebracht hat, ist das Esperanto. Die Anfänge des Esperanto im 19. Jahrhundert bestanden in einer ersten Grammatik mit 16 Regeln; der erste Wortschatz aus 920 Wortstämmen im ersten Esperanto-Lehrbuchs von 1887. Bis heute sind Grammatik und Wortschatz stark ausgebaut worden (gezählt werden heute über 15.000 Wortstämme). Vor allem wegen der Weiterentwicklung des Esperanto über mehrere Generationen hinweg und aufgrund der Existenz von zumindest etwa tausend Personen, die mit Esperanto als einer ihrer Muttersprachen aufwuchsen, wird die Frage diskutiert, inwieweit Züge einer natürlichen Sprache hier vorliegen.

## Computerlinguistik
Die Computerlinguistik beschäftigt sich mit der automatischen Verarbeitung von natürlicher Sprache. „Natürlichsprachig“ steht hier im Gegensatz zu einer formalsprachlichen Repräsentation.
In der Sprachverarbeitung werden verschiedene Methoden und Typen unterschieden. Als „natürlichsprachig“ werden künstliche Intelligenz, KI-Systeme oder Sprachdialogsysteme (Interactive Voice Response, IVR) bezeichnet, die Äußerungen, die aus ganzen Sätzen bestehen, verarbeiten und mehrere Informationen aus einem einzigen Satz extrahieren. Sprachdialogsysteme sind dabei der klassische Anwendungsfall. Neben sehr simplen Sprachdialogsystemen, die keine Sprache, sondern nur Optionswahlen (etwa Standard-Töne des Mehrfrequenzwahlverfahrens, MFV) verstehen, können einige von ihnen auch festgelegte Ausdrücke erkennen (siehe: Speech Recognition Grammar Specification). Ein Verstehen ohne enge Vorgaben wird dagegen auch als Natural Language Understanding (NLU) bezeichnet. Solche Systeme können aus natürlichsprachlichen Äußerungen verschiedenartige Informationen extrahieren.